# 登坂繪莉
登坂繪莉（1993年8月30日—）是一名日本角力運動員，主攻自由式摔角48公斤級，現所屬於東新住建。至學館大學健康科學部健康運動科學科畢業，現就讀於至學館大學健康科學研究所。指導教練為榮和人。

## 來歷
父親是角力運動員，曾獲得国民体育大会古典式48公斤級冠軍。她於九歲時和哥哥一同學習角力運動，由於感到「不每天練習無法獲勝」，於是也到宮原優父親經營的教室練習，最終於全國中學生錦標賽上打敗當時所屬於JOC學院的宮原優獲得冠軍。
高中進入至學館高等學校就讀，達成全國高等學校錦標賽二連霸的紀錄，並獲得亞洲青少年錦標賽冠軍。三年級時在全日本角力錦標賽決賽上不敵八屆世界冠軍小原日登美，但展現出來的能力獲得榮和人教練的高評價。
至學館大學入學後，奪得全日本選拔角力錦標賽冠軍，也因此代表日本參加2012年世界角力錦標賽，在決賽上因關鍵判決敗給白俄羅斯選手娃涅萨·卡拉济恩斯卡娅。2013年，登坂摘下了2013年夏季世界大學運動會角力比賽女子48公斤級金牌，同年底也在布達佩斯斬獲生涯首座世界錦標賽冠軍。2014年，先是於角力世界盃協助日本奪冠，接下來於世界錦標賽和亞洲運動會連續獲得冠軍，確立了在女子48公斤級別霸主的地位。2015年，在世界錦標賽決賽上面對亞塞拜然選手瑪麗亞·斯塔德尼克，僅剩十秒時成功獲得關鍵兩分上演逆轉，締造三連霸的紀錄，並入選2016年夏季奧林匹克運動會日本代表。
2016年，在曼谷舉行的亞洲角力錦標賽準決賽上負於中國選手孫亞楠，自2012年以來國際賽事59連勝的紀錄也中止。4月，從至學館大學畢業後進入東新住建。8月，於里約進行的2016年夏季奧林匹克運動會角力比賽女子自由式48公斤級上，分別在準決賽以8比3擊敗孫亞楠，以及決賽最後十秒以3比2逆轉瑪麗亞·斯塔德尼克，成功獲得金牌。9月，獲頒富山縣民榮譽賞。11月，獲得紫綬褒章。

## 人物
被認為與川榮李奈長相相似，曾經於電視節目共同演出。

## 演出

### 電視廣告
- 明治「POWER!ひとくちの力 登坂絵莉選手篇」（2016年）
- 東新住建（日语：東新住建）（2016年）

## 外部連結
- 登坂繪莉的X（前Twitter）
- 登坂繪莉的Instagram帳戶
- International Wrestling Database （英文）
- 東新住建女子角力部 （页面存档备份，存于） （日語）